# Undercover of the Night
Undercover of the Night è un singolo del gruppo rock britannico The Rolling Stones, pubblicato nel novembre 1983 (lato B: All the Way Down) ed estratto dall'album Undercover.

## Il brano

### Ispirazione e registrazione
Sebbene accreditata come da consuetudine al binomio artistico Jagger/Richards, la canzone è in larga parte una composizione del solo Mick Jagger, con il chitarrista Keith Richards che si limitò a suonare nella traccia senza partecipare alla composizione della stessa. Jagger disse in seguito che il brano "era pesantemente influenzato da Cities of the Red Night di William Burroughs, un romanzo circa la repressione politica e sessuale". La canzone fu scritta a Parigi alla fine del 1982, quando cominciarono le sedute della lavorazione dell'album. Il testo riflette sulla corruzione politica presente all'epoca nei regimi totalitari sudamericani: 
Undercover of the Night è una delle poche canzoni dei Rolling Stones che parlano apertamente di politica.
L'incisione del pezzo cominciò nei primi mesi del 1983 per poi essere completata in estate a New York presso lo studio Hit Factory. Esistono due versioni del brano, una con l'abituale bassista dei Rolling Stones Bill Wyman e un'altra con Robbie Shakespeare al posto di Wyman. Nella canzone sono presenti Sly Dunbar, Martin Ditcham, Moustapha Cisse e Brahms Coundoul, che si occupano di suonare vari strumenti che vanno dai bonghi ai timpani. L'organo è suonato da Chuck Leavell, che in seguito sarebbe diventato il pianista fisso degli Stones.

## Pubblicazione
Il 1º novembre 1983 Undercover of the Night fu pubblicato come primo singolo estratto dall'album. L'accoglienza iniziale del pubblico fu buona, con il singolo che si posizionò al nono posto negli Stati Uniti e all'undicesimo in Gran Bretagna, sebbene le violente raffigurazioni presenti nel testo scritto da Jagger sono ritenute essere il motivo per cui la popolarità del brano scemò rapidamente. Nelle note interne della compilation Jump Back del 1993, Jagger così si espresse nei confronti della canzone: "Penso che sia davvero buona, ma in quel momento non ebbe particolare successo perché le canzoni che si occupano apertamente di politica non hanno mai avuto tanto successo, per qualche ragione".

## Video
Un video musicale per la canzone fu girato a Città del Messico, e mostra Jagger nei panni di un detective che cerca di aiutare una donna (interpretata da Elpidia Carrillo) a rintracciare il suo uomo (interpretato anch'esso da Jagger) che è stato rapito e Richards come capo della banda dei rapitori, che alla fine uccidono il detective Jagger. Il video, diretto da Julien Temple, fu considerato troppo violento da MTV e venne mandato in onda solo in versione censurata in ore serali. La versione integrale del video è stata inclusa nella compilation Video Rewind.